# Livádia, Mellersta Makedonien
Livádia är en ort i Grekland.   Den ligger i prefekturen Nomós Kilkís och regionen Mellersta Makedonien, i den norra delen av landet, 400 km norr om huvudstaden Aten. Livádia ligger 1 194 meter över havet och antalet invånare är 257.
Terrängen runt Livádia är kuperad åt sydost, men åt nordväst är den bergig. Runt Livádia är det ganska glesbefolkat, med 35 invånare per kvadratkilometer. Närmaste större samhälle är Gouménissa, 14,8 km sydost om Livádia. I omgivningarna runt Livádia växer i huvudsak lövfällande lövskog.